# شارل لاسیی
شارل لسیی (به فرانسوی: Charles Lassailly) شاعر و رمان‌نویس قرن نوزدهم میلادی اهل فرانسه است.